# Route nationale 335
Pour les articles homonymes, voir Route 335.

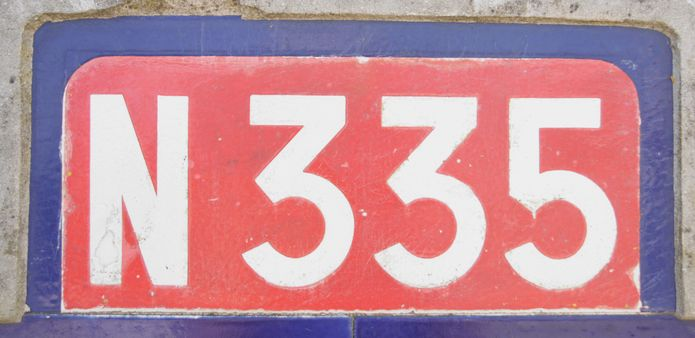
Cartouche de la N 335

La route nationale 335, ou RN 335, était une route nationale française reliant avant les déclassements de 1972 Crépy-en-Valois à Blérancourt. Elle a été déclassée en RD 335 dans l'Oise et en RD 935 dans l'Aisne.
Le nom de RN 335 fut ensuite attribué à une route reliant Coudekerque-Branche à l'échangeur 62 de l'A 16. Le décret du 5 décembre 2005 a prévu son transfert au département du Nord. Ce tracé a été déclassé en RD 635.

## Ancien tracé de Crépy-en-Valois à Blérancourt (D 335 & D 935)
- Crépy-en-Valois D 335 (km 0)
- Fresnoy-la-Rivière (km 7)
- Morienval (km 9)
- Pierrefonds (km 17)
- Cuise-la-Motte (km 22)
- Berneuil-sur-Aisne (km 25)
- Moranval, commune d'Attichy (km 26)

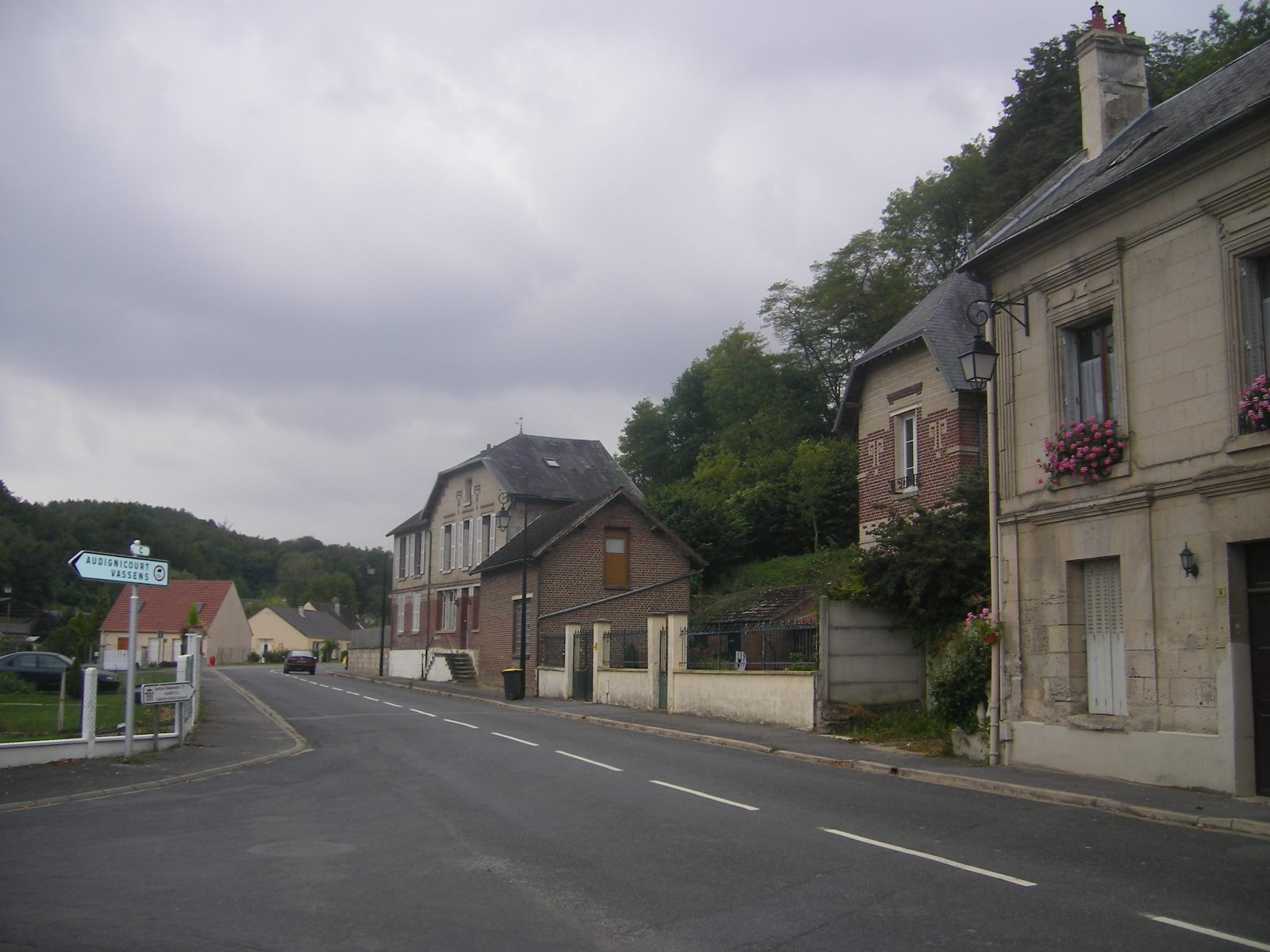
L'ex RN 335 à Nampcel

- Quennevières, commune de Moulin-sous-Touvent D 335 (km 34)
- Nampcel D 935 (km 37)
- Blérancourt D 935 (km 43)